# Deutsche Oper Berlin

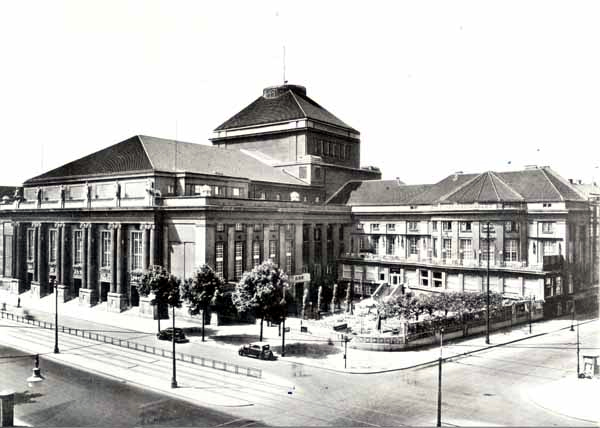
Deutsches Opernhaus, nel 1912

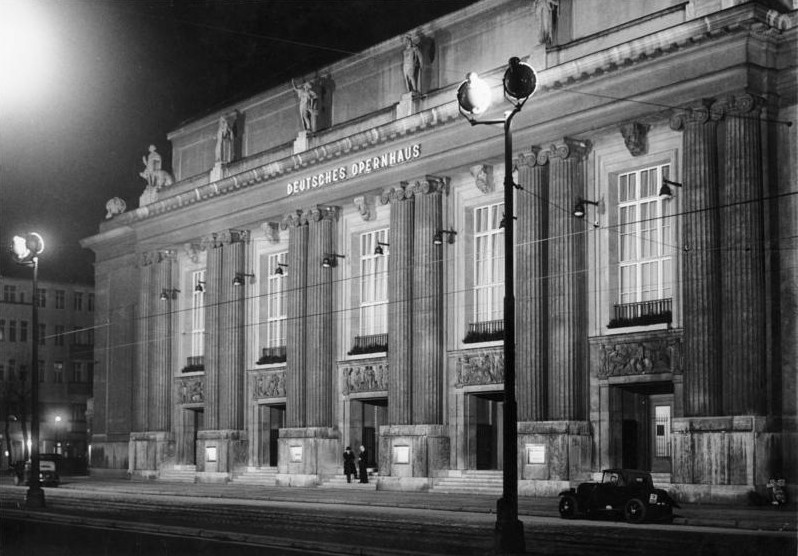
Deutsches Opernhaus, nel 1936

La Deutsche Oper Berlin è uno dei teatri d'opera di Berlino, sito nel quartiere di Charlottenburg. Il moderno edificio detto Deutsche Oper Berlin, è anche sede del Staatsballett Berlin (balletto di Stato).

## Storia
La storia del teatro risale alla Deutsches Opernhaus sita a Charlottenburg (Bismarckstraße 34-37) ove ebbe inizio questa istituzione la sera del 7 novembre 1912 con la rappresentazione dell'opera Fidelio di Beethoven diretta da Ignatz Waghalter. Nel 1925, il nome del teatro venne cambiato in Städtische Oper (Opera Municipale). Con la nascita del Terzo Reich, Joseph Goebbels cambiò nuovamente il nome in Deutsches Opernhaus. Nel 1935 il teatro venne ristrutturato dall'architetto Paul Baumgarten ed i posti vennero ridotti da 2.300 a 2.098. Il direttore generale del tempo Carl Ebert, decise di lasciare la Germania nazista trasferendosi in Inghilterra dove cofondò il Glyndebourne Festival Opera. Il teatro venne distrutto dai bombardamenti il 23 novembre 1943. Dopo la fine della guerra, Ebert tornò alla guida del teatro.
Il teatro riprese così le sue rappresentazioni nell'edificio del Theater des Westens fino a quando non fu costruito il nuovo edificio, disegnata da Fritz Bornemann, il 24 settembre 1961. L'opera inaugurale fu il Don Giovanni di Mozart. Al nuovo edificio venne dato subito il nome di Deutsche Oper Berlin.
Fra i suoi direttori principali si sono succeduti Bruno Walter, Ferenc Fricsay, Lorin Maazel, Gerd Albrecht, Jesús López Cobos e Christian Thielemann. Nell'ottobre 2005, il direttore italiano Renato Palumbo è stato nominato Generalmusikdirector a far data dalla stagione 2006-2007. Nell'ottobre 2007 la Deutsche Oper ha annunciato che dal dall'agosto 2009 il nuovo direttore sarebbe stato Donald Runnicles per un periodo iniziale di cinque anni. In contemporanea Palumbo e la direzione del Teatro convennero nella rescissione anticipata del contratto a far data dal mese di novembre 2007.

## Curiosità
- Nel 1967, nel teatro avvenne una sparatoria in cui rimase ucciso lo studente universitario Benno Ohnesorg che protestava contro la visita in Germania dello Scià di Persia Mohammad Reza Pahlavi.

- Nell'aprile 2001, il direttore d'orchestra italiano Giuseppe Sinopoli morì sul podio, all'età di 54 anni, mentre dirigeva l'Aida di Giuseppe Verdi.

- Nel settembre 2006, la direzione del teatro venne criticata per aver sospeso la rappresentazione dell'opera Idomeneo di Mozart, nel timore che le effigi di Gesù, Buddha e Maometto presenti nella scenografia, potessero offendere i musulmani e che il teatro potesse essere sede di proteste e violenze. Critiche piovvero da parte di ministri del Governo tedesco e dalla Cancelliera Angela Merkel.[3] Le reazioni dei musulmani furono variegate; i rappresentanti del Germany's Islamic Council plaudirono alla decisione mentre i leader del Germany's Turkish community criticarono dicendo:

"Questa è arte, non politica ... L'arte non deve dipendere dalla religione — altrimenti torniamo nel Medioevo."
Alla fine di ottobre 2006 il Teatro annunciò la ripresa delle rappresentazioni di Idomeneo.

## Direttori generali
- Georg Hartmann (1912-1923)
- Wilhelm Holthoff von Faßmann (1923-1925)
- Heinz Tietjen (1925-1931)
- Carl Ebert (1931-1933)
- Max von Schillings (1933)
- Wilhelm Rode (1934-1944)
- Michael Bohnen (1945-1947)
- Heinz Tietjen (1948-1954)
- Carl Ebert (1954-1961)
- Gustav Rudolf Sellner (1961-1972)
- Egon Seefehlner (1972-1976)
- Siegfried Palm (1976-1981)
- Götz Friedrich (1981-2000)
- André Schmitz (interim, 2000-2001)
- Udo Zimmermann (2001-2003)
- Heinz Dieter Sense / Peter Sauerbaum (interim, 2003-2004)
- Kirsten Harms (2004-present)

## Direttori musicali
- Bruno Walter (1925-1929)
- Artur Rother (1935-1943, 1953-1958)
- Karl Dammer (1937-1943)
- Ferenc Fricsay (1949-1952)
- Richard Kraus (1954-1961)
- Lorin Maazel (1965-1971)
- Jesús López Cobos (1981-1990)
- Rafael Frühbeck de Burgos (1992-1997)
- Christian Thielemann (1997-2004)
- Renato Palumbo (2006-2007)
- Donald Runnicles (2009-oggi)

## Discografia parziale
- Berg: Lulu - Wozzeck - Chor der Deutschen Oper Berlin/Dietrich Fischer-Dieskau/Karl Böhm/Orchester der Deutschen Oper Berlin, 1992 Deutsche Grammophon
- Bizet: Carmen - Lorin Maazel/Anna Moffo/Arleen Auger/Barry McDaniel/Chor & Orchester der Deutschen Oper Berlin/Franco Corelli/Helen Donath/Jane Berbié/Jean-Christophe Benoît/José van Dam/Karl-Ernst Mercker/Piero Cappuccilli/Schöneberger Sängerknaben, 1979 RCA/BMG
- Henze: The Young Lord - Orchester der Deutschen Oper Berlin/Christoph von Dohnányi, 1996 Deutsche Grammophon
- Mascagni, Amico Fritz - Veronesi/Alagna/Gheorghiu, 2008 Deutsche Grammophon
- Mozart, Nozze di Figaro - Böhm/Prey/Mathis/Janowitz, 1968 Deutsche Grammophon
- Orff, Carmina burana - Thielemann/Oelze/Kuebler, 1998 Deutsche Grammophon
- Orff, Carmina burana - Jochum/Janowitz/Fischer-D., 1995 Deutsche Grammophon
- Schoenberg: Pelleas & Melisande - Wagner: Siegfried-Idyll - Christian Thielemann/Orchester der Deutschen Oper Berlin, 2000 Deutsche Grammophon
- Strauss, R.: Salome - Sinopoli/Studer/Rysanek/Terfel, 1990 Deutsche Grammophon
- Verdi auf Deutsch: Große Szenen aus Othello, Don Carlos, Falstaff - Berlin Symphony Orchestra/Leonie Rysanek/Orchester der Deutschen Oper Berlin/Orchester der Staatsoper Berlin, EMI/Warner
- Verdi, Macbeth - Sinopoli/Zampieri/Bruson/Lloyd, 1983 Philips/Deutsche Grammophon
- Verdi, Nabucco - Sinopoli/Cappuccilli/Dimitrova, 1991 Deutsche Grammophon
- Verdi, Traviata - Maazel/Lorengar/Aragall, 1969 Decca
- Wagner, Arie da opere - Kaufmann/Runnicles/Orch. der Deutschen Oper Berlin, 2012 Decca
- Wagner, Maestri cantori di Norimberga - Jochum/Domingo/Fischer-D., 1976 Deutsche Grammophon
- Wagner, Olandese volante - Sinopoli/Weikl/Studer/Domingo, 1998 Deutsche Grammophon
- Wagner, Tannhäuser - Gerdes/Nilsson/Fischer D./Adam, 1968 Deutsche Grammophon
- Helden - Klaus Florian Vogt, Orchester der Deutschen Oper Berlin & Peter Schneider, 2012 Sony
- Quastoff, Evening Stars - German Opera Arias - Christian Thielemann/Orchester der Deutschen Oper Berlin/Thomas Quasthoff, 2002 Deutsche Grammophon
- Thielemann, Pfitzner & Strauss - Orchester der Deutschen Oper Berlin/Christian Thielemann, 1996 Deutsche Grammophon
- Festliches Konzert Mit Peter Seiffert - Heinz Wallberg/Jiri Kout/Orchester der Deutschen Oper Berlin/Peter Seiffert, 1995 EMI/Warner
- Opera Choruses - Chor & Orchester der Deutschen Oper Berlin/Gerhard Schmuckert/Giuseppe Sinopoli/Volker Horn, 1985 Deutsche Grammophon

## DVD & BLU-RAY parziale
- Beethoven, Fidelio (Deutsche Oper Berlin, 1969) - Böhm/Jones/King/Neidlinger, 2008 Deutsche Grammophon
- Berlin Concert, Finale Coppa del Mondo live da Berlino - Domingo/Netrebko/Villazón, 2006 Deutsche Grammophon

### Testi di approfondimento
- (DE) Werner Bollert, 50 Jahre Deutsche Oper Berlin, Berlino (Ovest), Verlag Bruno Hessling, 1962.